# Neuhausen am Rheinfall
Neuhausen am Rheinfall (do leta 1938 uradno Neuhausen) je mesto z okoli 10.000 prebivalci v Švici in drugo mesto po velikosti v kantonu Schaffhausen. Znano je po Renskih slapovih (Rheinfall).

## Gospodarstvo
Večja podjetja v mestu so:
- IVF Hartmann AG
- Moser Schaffhausen AG
- SIG Holding

## Šport
- Tischtennisclub Neuhausen namizno teniški klub
- Pfader Neuhausen rokometni klub